# Bábel Klára
Bábel Klára (Budapest, 1983. február 10. –) magyar hárfaművész, korosztályának kimagasló tudású hárfása. Családjában nem volt hivatásos zenész.
A hárfa mellett magas szinten tanult zongorán is, iskoláit magyar és külföldi intézményekben végezte. Szólistaként és zenekari tagként részt vesz a hazai és nemzetközi zenei életben. Koncerteken, mesterkurzusokon, hárfaversenyeken szerepel. Jelenleg a Magyar Rádió Szimfonikus Zenekarának tagja. Repertoárjában közel 100 mű szerepel, kortárs magyar szerzők hárfás műveit is játssza.

## Tanulmányok
Tizenkét éves korában felvételt nyert a Liszt Ferenc Zeneművészeti Egyetem (LFZE) Előképző Tagozatára, ahol hat éven át zongorázni tanult. Az előképzésen Nádor György, Bihary László és Lantos István volt a zongoratanára. Középfokú tanulmányait a Magyar Táncművészeti Főiskola Nádasi Ferenc Gimnáziumában folytatta 1997-2000 között. Az iskolát három év alatt végezte el. Első hárfatanára Kis Tünde volt, akitől magántanulóként Sipkay Deborah és Lubik Hédy tanárokhoz került. 2001-ben felvették az LFZE zongoraművész, majd 2004-ben az egyetem hárfaművész szakára is. Előbbit 2006-ban, utóbbit 2007-ben fejezte be jeles, illetve kitüntetett minősítéssel. Ezek alatt az évek alatt Sipkay Deborah és Vigh Andrea tanította. Egyetemi tanulmányai befejeztével doktori képzésre jelentkezett az LFZE-re, és 2007-2009 között tanult a brüsszeli Koninklijk Conservatorium hárfa szakát is. 2001-től Nizzában, Prágában és Moszkvában mesterkurzuson vett részt, 2007-től a cseh Jana Boušková mesteriskolájában tanul. 2005-ben és 2008-ban Moszkvában a Vera Dulova Nemzetközi Hárfaversenyen sikerrel szerepelt. 2010-ben az Artisjus-díj kitüntetettje lett, 2010, 2011 és 2013-ban is elnyerte a Fischer Annie zenei előadóművészeti ösztöndíjat. A 2019/2020-as évad Zenekari Művésze díjával tüntette ki a Magyar Rádió Művészeti Együtteseinek vezetősége.

## Repertoár, zenekarok
Repertoárja közel 100 szóló-, kamara-, verseny- és egyéb műből áll, több évszázad hárfairodalmát fogja át. Játszik kortárs magyar szerzőket is, így Ligeti György, Tihanyi László, Balassa Sándor és Gyöngyösi Levente műveit. Folyamatos szóló- és kamarazenész pályája mellett nagyobb zenekarokkal is rendszeresen szerepelt. 2006-tól a MÁV Szimfonikusokkal, 2007-től a Budapesti Fesztiválzenekarral, 2010-től pedig a Magyar Rádió Szimfonikus Zenekarának szólóhárfása.